# Biblioteca Municipal de Linnéstaden
A Biblioteca Municipal de Linnéstaden (em sueco Linnéstadens bibliotek) era uma biblioteca municipal do bairro tradicional de Masthugget, na cidade sueca de Gotemburgo. 
Foi inaugurada em 1976, ficando então instalada no antigo quartel dos bombeiros do bairro, na rua Tredje Långgatan 16. Em 2016 foi transferida para a rua Första Långgatan 28A.